# Kembach (Main, Urphar)
Der Kembach ist ein selbst gut 4 km, zusammen mit seinem längeren Oberlauf Welzbach 13,6 km langer linker und östlicher Nebenfluss des Mains.

## Name
Der Name setzt sich zusammen aus dem Grundwort -bach und dem Genitiv des althochdeutschen Personennamen *Kanto (Genitiv *Kentin-). Er entwickelte sich von mittelhochdeutsch Kentenbach über Kentbach zum heutigen Kembach.

## Geografie

### Verlauf
Der Kembach entsteht aus dem Zusammenfluss von Mühlbach und Welzbach bei Wertheim-Kembach. Der Bach läuft west- bis westnordwestwärts, etwa in Fortsetzung der Mündungsrichtung seines linken Oberlaufs Mühlbach, durch ein recht weites Tal unter einigen Weinbergen an den südexponierten rechten Oberhängen. Bei Wertheim-Urphar mündet er mit einer mittleren Wasserführung von rund 200 l/s in den Main.

### Zuflüsse und Trockentäler
Hierarchisch jeweils von der Quelle zur Mündung. Längen und Einzugsgebiet wo vermerkt nach der amtlichen Gewässerkarte.
- Welzbach, am Oberlauf Flecklerisgraben oder Lachgraben (rechter Hauptstrang-Oberlauf, 9,6 km und 24,1 km²)
- Mühlbach (linker Nebenstrang-Oberlauf, 5,7 km und 16,3 km²)
  - Peiselgraben (Trockental, links)
  - Schornickelgraben oder Helzemberger Bach (rechts)
  - Gespring (links)
- Buchgraben (links, 0,5 km)
- Fuchsenlochgraben (?) (links, 0,3 km)
- Fuchsenloch (?) (Trockental, links)
- Wolfstal (Trockental, rechts)
- Aschtal (Trockental, rechts)
- Kennwergraben (links, 1,0 km)
- Lindenbächle (rechts, 0,7 km)

### Orte
Der Kembach fließt durch folgende Orte, die sämtlich zur Stadt Wertheim gehören:
- Kembach (Dorf)
- Dietenhan (Dorf)
- Urphar (Dorf)

## Kembachtalradweg

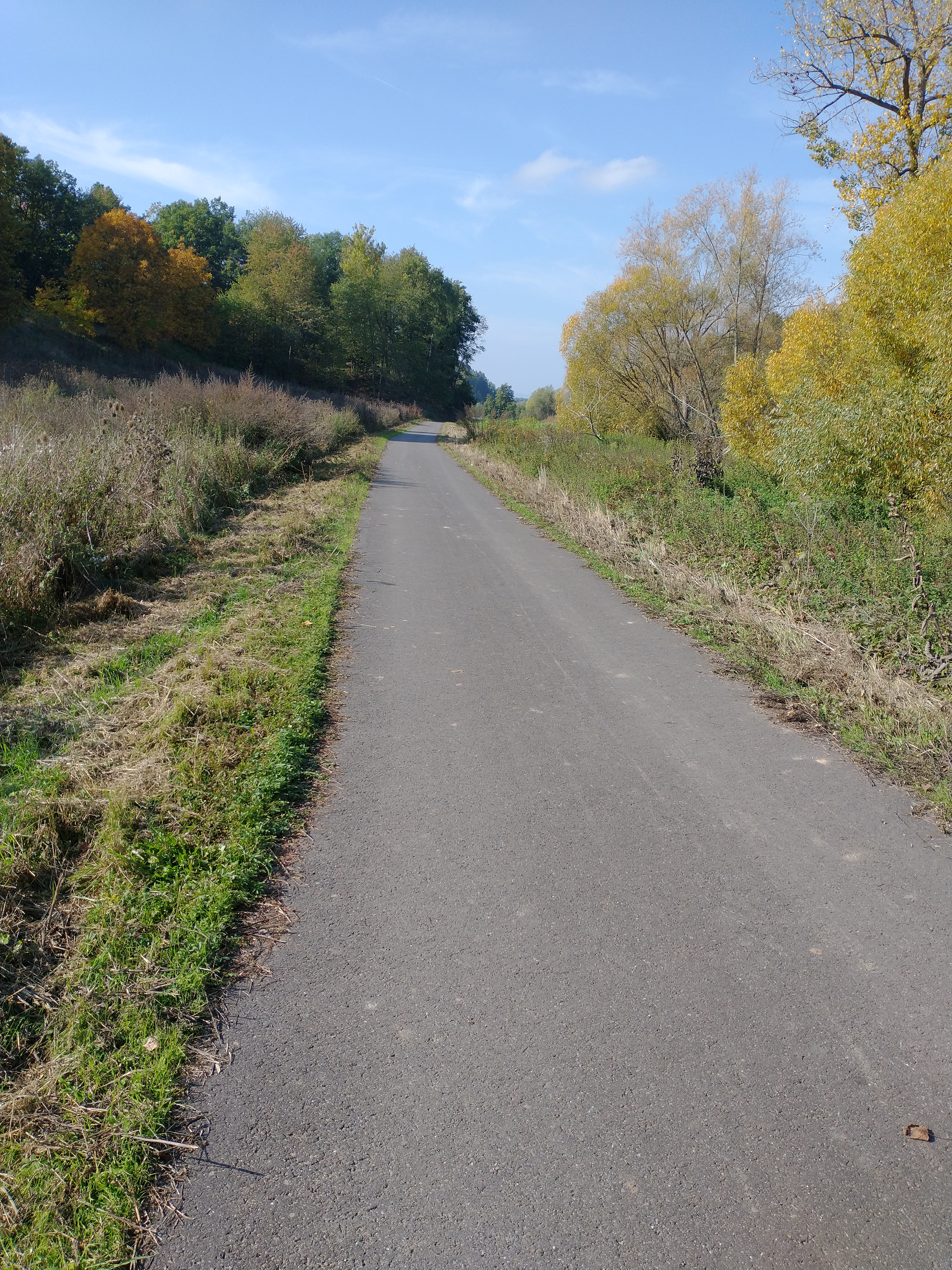
Radweg zwischen Neubrunn und Kembach

Im Jahre 2020 begannen Bauarbeiten für einen Radweg im Kembachtal von der Landesgrenze Bayern/Baden-Württemberg bis nach Dietenhan. Der Kembachtalradweg wird mit einem drei Meter breiten Asphaltpflaster und einer jeweils 50 Zentimeter breiten Schotterung an der Seite angelegt. Dietenhaner Bürgern fordern eine Weiterführung des Radwegs bis nach Urphar zum Main-Radweg. Sie kritisierten die Stadt Wertheim, weil diese Forderung nach einem sicheren Radweg schon seit vielen Jahren ungehört verhalle. Der Dietenhaner Ortsvorsteher Behner erklärte, es könne keine einfache Lösung geben, hauptsächlich weil die Topografie des Kembachtals mancherorts ungünstig sei.
Im 2012 veröffentlichten Radwegekonzept des Main-Tauber-Kreises wird der geplante Radweg im Kembachtal von Urphar über Dietenhan und Kembach mit einer weiteren Anbindung von Neubrunn an den Radweg „Romantische Straße“ als kürzeste Radverbindung zwischen Wertheim und Würzburg bezeichnet.